# دوزیست (فیلم ۱۳۹۸)
دوزیست فیلمی به کارگردانی و نویسندگی برزو نیک‌نژاد و تهیه‌کنندگی سعید خانی، محصول سال ۱۳۹۸ می‌باشد. این فیلم در بخش سودای سیمرغ سی و هشتمین دوره جشنواره فیلم فجر در ۱۳۹۸ حضور داشت.

## خلاصه داستان
در جنوب شهر، پسری به نام عطا (جواد عزتی)، با پدرش زندگی می‌کند و دو تن از دوستان خود را نیز به خانه راه داده‌است اما خدمتکاری که برای همسایه‌شان کار می‌کند، دلبستگی خاصی به این پسر دارد درحالی‌که عطا از این موضوع چیزی نمی‌داند. این خدمتکار، دختری را به خانه عطا می‌آورد و ادعا می‌کند که دخترخاله‌اش است و از عطا می‌خواهد برای چند روزی مخفیانه او را در منزل خود نگه دارد. عطا این موضوع را می‌پذیرد و ماجراها با ورود این دختر به خانه آغاز می‌شود..

## بازیگران
- جواد عزتی در نقش عطا
- هادی حجازی‌فر در نقش حمید
- پژمان جمشیدی در نقش مجتبی
- الهام اخوان در نقش مریم دختر خاله آزاده
- ستاره پسیانی در نقش آزاده
- سعید پورصمیمی در نقش ابراهیم پدر عطا
- مانی حقیقی در نقش همسایه عطا، آقای سیفی
- مجید نوروزی در نقش همسر سابق مریم